# Sister Cities
Sister Cities è un film per la televisione statunitense del 2016 diretto da Sean Hanish.
Il film, basato sull'omonima commedia teatrale del 2006 di Colette Freedman, è stato trasmesso sulla rete televisiva Lifetime. Il film ha come protagoniste Stana Katic, Jess Weixler, Michelle Trachtenberg e Troian Bellisario nel ruolo di quattro sorelle, con Jacki Weaver, Alfred Molina, Amy Smart e Tom Everett Scott che completano il cast.

## Trama
Quattro sorelle che non si erano mai conosciute si riuniscono dopo il presunto suicidio della loro madre. La loro madre: Mary Baxter da giovane, ha sempre condotto una vita invidiabile, viaggiando per il mondo come ballerina. È stata benedetta con quattro figlie, avute da quattro uomini diversi, ciascuna unica, come le città da cui prendono i loro nomi : Carolina, Austin, Dallas e Baltimora. Dopo la morte di Mary, le sue figlie si riuniscono nella casa di famiglia nel New England per piangerla. 
Austin rivela la verità sul "suicidio" della donna. Le vecchie animosità tra le sorelle riaffiorano, e un'oscura verità minaccia di distruggere la famiglia. Mentre la polizia locale investiga sulle circostanze della morte di Mary, le sorelle dovranno scegliere se voltare le spalle all'unica famiglia che hanno conosciuto, o rischiare tutto per proteggersi a vicenda.

## Personaggi
- Jacki Weaver nel ruolo di Mary Baxter, 71 anni, la madre delle quattro donne.
  - Amy Smart nel ruolo di Mary dai 41 a i 63 anni
- Jess Weixler nel ruolo di Austin Baxter, 29 anni, uno scrittore che è tornato a casa per prendersi cura di Mary. Suo padre è Mort, il miglior amico di Maria.
  - Ava Kolker nel ruolo di Austin, 8 anni
- Stana Katic nel ruolo di Carolina "Carol" Baxter Shaw, 37 anni, avvocato che è sulla buona strada per diventare un giudice, Carol è la figlia di Mary e Roger.
  - Kaia Gerber Carolina dai 13 ai 16 anni
  - Roxie Hanish Carolina a 7 anni
- Michelle Trachtenberg nel ruolo di Dallas Baxter, 27 anni, una perfezionista, sposata ma in procinto di divorziare da Peter. Suo padre era Sully, egli, morì in un incidente d'auto.
  - Kayla Levine Dallas a 6 anni
- Troian Bellisario nel ruolo di Baltimore Baxter, 21 anni, la sorella più "piccola". Suo padre era un pianista in jazz club.
  - Serendipity Lilliana Baltimore bambina
- Alfred Molina nel ruolo di Mort Stone, 62 anni, padre di Austin ed migliore amico di Mary Baxter.
  - Fidel Gomez nel ruolo di Mort da giovane
- Tom Everett Scott nel ruolo del capo Barton Brady, 39 anni, ex ragazzo di Carolina. È il capo della polizia.
- Aimee Garcia nel ruolo di Sarah, 31 anni, la ragazza di Austin
- Kathy Baker nel ruolo di Janis, una pubblicitaria
- Peter Jason nel ruolo del Dr. Timmins
- Patrick Davis nel ruolo di Carlos
- Colette Freedman nel ruolo di Brontë

## Produzione

### Riprese
Le riprese sono iniziate il 10 luglio 2015 a Los Angeles, quando : "solo dopo circa 3 scatti in riprese" è stata trovata una granata sul set, la produzione è stata costretta ed essere interrotta per 2 ore.

### Cast
Il 16 luglio 2015, Kaia Gerber è stata scelta per interpretare Carolina da giovane. Il 20 luglio del 2015 è stato confermato che Troian Bellisario, Stana Katic, Jess Weixler e Michelle Trachtenberg avrebbero interpretato le quattro sorelle, Baltimore, Carolina, Austin e Dallas. Il giorno seguente, è stato confermato che Jacki Weaver e Amy Smart avrebbero rispettivamente interpretato Mary ed una giovane Mary, con Alfred Molina invece nella parte di Mort. Aimee Garcia si è unita al cast nel ruolo di Sarah, la ragazza di una delle sorelle.